# Nancy Currie
Nancy Jane Sherlock Currie (Wilmington, 29 de dezembro de 1958) é uma astronauta e oficial do exército dos Estados Unidos.

## Biografia
Formada em engenharia industrial e ciências biológicas, Currie serviu por 22 anos no exército. Antes de entrar para a NASA em 1987, ela se formou como piloto e acumulou um total de 3900 horas de voo.
Em setembro de 1987 ela foi admitida no Centro Espacial Lyndon Johnson como engenheira de simulação de voo no simulador do ônibus espacial. Como astronauta desde 1990, ela se envolveu  nas áreas de equipamentos robóticos de última geração, desenvolvimento de procedimentos para o ônibus espacial e a estação espacial e trabalhado como comunicadora de voos, quando não está em missões no espaço.
Veterana de quatro voos espaciais, Currie acumulou mais de mil horas no espaço. Em 2003 foi selecionada para chefiar o Departamento de Segurança do programa do ônibus espacial e desde 2006 trabalha como assistente técnica de diretorias da NASA.
Currie participou de quatro missões ao espaço, a primeira delas em junho de 1993 como especialista de missão da STS-57 Endeavour, onde operou o braço robótico do compartimento de carga da nave. Na segunda missão, em julho de 1995 com a STS-70 Discovery, realizou dezenas de experiências biomédicas e na área de controle remoto a bordo.
Em dezembro de 1998, com a STS-88 Endeavour, a primeira missão de construção da Estação Espacial Internacional, ela operou novamente o braço robótico e foi a responsável pela conexão em órbita entre os módulos Unity, norte-americano e o Zarya, russo, cujo acoplamento de tornou a estrutura base da futura ISS. Sua última ida ao espaço ocorreu em 2002, a bordo da STS-109 Columbia, a quarta missão de serviço ao telescópio espacial Hubble.